# Tomocerus dubius
Tomocerus dubius är en urinsektsart som beskrevs av Christiansen 1965. Tomocerus dubius ingår i släktet Tomocerus och familjen långhornshoppstjärtar. Inga underarter finns listade i Catalogue of Life.